# Denís Voronénkov
Denís Nikoláievich Voronénkov (en ruso: Денис Николаевич Вороненков; Gorki, 10 de abril de 1971-Kiev, 23 de marzo de 2017) fue un político ruso que fue miembro de la Duma Estatal de 2011 a 2016. Tras dimitir como miembro del parlamento en 2016, Voronénkov dejó Rusia y se estableció en Ucrania con su esposa, María Maksákova. Después de establecerse en Ucrania, se convirtió en un crítico feroz del presidente de Rusia Vladímir Putin y de la política exterior rusa. Fue asesinado en Kiev el 23 de marzo de 2017.

## Vida personal y familia
Denís Nikoláievich Voronénkov nació en Gorki, RSFS de Rusia, pero tenía una abuela ucraniana y (según su viuda) pasó su niñez en el óblast de Jersón de Ucrania.
Voronénkov se casó con la exdiputada y cantante de ópera rusa María Maksákova en marzo de 2015. La pareja se conoció mientras trabajaba en un proyecto de ley que regulaba la exportación de artefactos culturales. Cada uno de ellos tiene dos hijos de relaciones anteriores. El hijo de ambos nació en abril de 2016. Los dos primeros hijos de Voronénkov son su hija Ksenia y su hijo Nicholas de su primer matrimonio con Yulia.

## Trayectoria
Voronénkov ocupaba el rango de coronel en el ejército ruso. Trabajó en la aplicación de la ley desde 1995. En 2000, Voronénkov se convirtió en un empleado de la facción de la Duma Estatal del partido Unidad. En abril de 2001, Voronénkov fue detenido por recibir un soborno de 10 000 dólares para presionar por el interés de Yevgueni Trostentsov en la Duma, pero el caso fue cerrado a los pocos meses. En 2001 fue brevemente consejero de la Corte Suprema de la Federación Rusa antes de convertirse en el Alcalde Adjunto de Narian-Mar y Vicegobernador del Distrito Autónomo de Nenetsia. Voronénkov trabajó entonces para el Servicio Federal de Control de Drogas de Rusia desde 2004 hasta 2007. Luego siguió una carrera académica como profesor asociado; su último puesto antes de ser elegido diputado fue (desde febrero de 2010) en el Instituto de Comercio Internacional, Economía y Derecho de San Petersburgo.

## Carrera política
Voronénkov fue elegido diputado para la facción comunista en la Duma Estatal, la cámara baja del parlamento ruso, en 2011. Como diputado, participó en la elaboración de una legislación que prohibía la propiedad extranjera de los medios de comunicación rusos, una medida que se ha descrito como una grave limitación de la libertad de prensa en Rusia. Perdió su candidatura para la reelección en septiembre de 2016, ocupando el tercer lugar (13,99 %) en la circunscripción №129, ubicada en su nativo óblast de Nizhni Nóvgorod, muy por detrás del ganador, el candidato de Rusia Unida Vladímir Panov (42,39 %). Voronénkov dimitió de la Duma Estatal en octubre. Más adelante ese mes, Voronénkov anunció que había renunciado a su ciudadanía rusa y se había mudado a Ucrania, donde fue naturalizado como ciudadano ucraniano en diciembre. Voronénkov dijo que no tenía ninguna intención de entrar en la política ucraniana. Fue expulsado del Partido Comunista en 2016.
Después de que Voronénkov se trasladara a Ucrania, se hizo conocido como un agudo crítico del presidente ruso Vladímir Putin y la política de Rusia hacia Ucrania. Antes de dimitir como diputado en Rusia, había tomado parte en la votación parlamentaria para anexar Crimea de Ucrania, por lo que fue criticado en Ucrania. Aunque su voto fue registrado, declaró que no estaba presente en el parlamento en ese día. En 2014 también había expresado su apoyo a las regiones separatistas de Nueva Rusia en el este de Ucrania, lo que se sumó a las críticas contra él en Ucrania. En 2017, sin embargo, fue un crítico abierto de la intervención rusa en Ucrania y en otros lugares, como en Transnistria, Abjasia y Osetia del Sur. En una entrevista con Radio Free Europe/Radio Liberty en febrero de 2017, Voronénkov comparó a Rusia bajo Vladímir Putin con la Alemania nazi y llamó a la anexión rusa de Crimea tanto ilegal como un error. Describió la atmósfera en Rusia como caracterizada por un «frenesí pseudopatriótico» y «miedo total». En el momento de su muerte, debía testificar contra el expresidente ucraniano Víktor Yanukóvich.
Voronénkov declaró que fue perseguido en Rusia por el Servicio Federal de Seguridad de Rusia, a quien acusó de estar involucrado en el narcotráfico. En octubre de 2016, la Fiscalía General de Rusia se negó a lanzar una investigación contra Voronénkov recomendada por el Comité de Investigación de Rusia. Fue acusado de estar involucrado en una incautación ilegal de bienes (por valor de 127 millones de rublos) en Moscú. Según BBC News en el momento de su traslado a Ucrania, los investigadores rusos estaban preparando un caso de corrupción contra Voronénkov, pero estaban esperando a que su inmunidad parlamentaria expirara en diciembre de 2016. En marzo de 2017, un tribunal de Moscú había sancionado la detención de Voronénkov in absentia en relación con su supuesta incautación ilegal de bienes en Moscú. Voronénkov rechazó las acusaciones rusas como motivadas políticamente y falsas, y declaró que el Servicio Federal de Seguridad le había ofrecido retirar las acusaciones en su contra si él les pagaba 3 millones de dólares.

## Muerte
Voronénkov fue asesinado en Kiev el 23 de marzo de 2017. El fiscal general de Ucrania, Yuri Lutsenko, declaró que Voronénkov recibió al menos tres impactos de bala, uno de ellos en la cabeza, y murió al instante. Estaba en camino de encontrarse con Iliá Ponomariov, otro exdiputado ruso que también vivía en exilio en Ucrania. Su agresor fue herido por el guardaespaldas de Voronénkov y llevado al hospital, donde más tarde murió de sus heridas, según las autoridades. El tirador llevaba un pasaporte ucraniano y había sido buscado por la policía por cargos de fraude y lavado de dinero, según el fiscal general de Ucrania. Anton Gerashchenko, funcionario del Ministerio del Interior de Ucrania, confirmó que el asesino estaba sirviendo en la Guardia Nacional de Ucrania. Un portavoz de la policía dijo que el asesinato era probablemente un asesinato por encargo. El guardaespaldas de Voronénkov también resultó herido durante el incidente.
El presidente de Ucrania, Petró Poroshenko, reaccionó al asesinato calificándolo de acto de «terrorismo de Estado» ruso. Funcionarios rusos negaron estar involucrados y calificaron las afirmaciones de «absurdas». El diputado ruso y exdirector del Servicio Federal de Seguridad de Rusia, Nikolái Kovalyov, dijo a la televisión rusa que creía que el asesinato podría estar vinculado a una disputa comercial. Ponomarev reaccionó al asesinato diciendo: «No tengo palabras, el guardia de seguridad fue capaz de herir al atacante, la teoría potencial es obvia, Voronénkov no era un delincuente, sino un investigador que era fatalmente peligroso para las autoridades rusas». Lutsenko calificó el asesinato de «un típico espectáculo de ejecución de un testigo por parte del Kremlin».
Un poco más de un mes antes de su asesinato, Voronénkov dijo que temía por su propia seguridad y por la de su familia, y que había estado «pinchando un punto dolorido del Kremlin» con sus críticas al presidente ruso. En una entrevista realizada en marzo de 2017, se refirió a la «demonización» en Rusia y afirmó: «El sistema ha perdido la cabeza. Dicen que somos traidores en Rusia y digo: "¿A quién traicionamos?"».